# Contratto

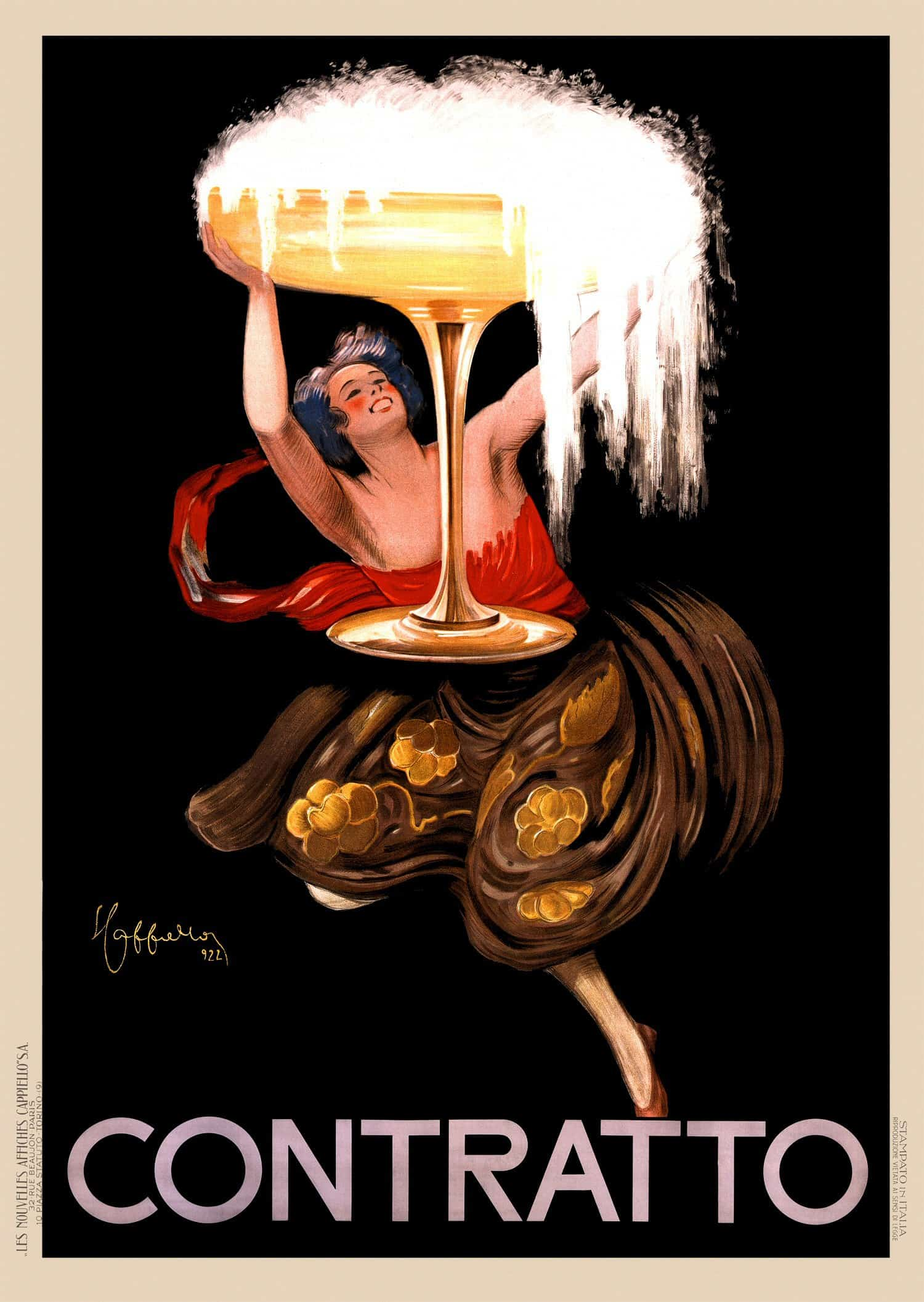

A Contratto é uma empresa italiana de bebidas alcoólicas que produz vinho espumante, vermute e Contratto Americano Rosso. 
Leonetto Cappiello criou anúncios para Contrato. 